# Bordeaux-Saint-Clair
Bordeaux-Saint-Clair är en kommun i departementet Seine-Maritime i regionen Normandie i norra Frankrike. Kommunen ligger i kantonen Criquetot-l'Esneval som tillhör arrondissementet Le Havre. År 2022 hade Bordeaux-Saint-Clair 650 invånare.

## Befolkningsutveckling
Antalet invånare i kommunen Bordeaux-Saint-Clair
| Referens: INSEE |